# Mohamed Berrabeh
Mohamed Berrabeh (arab. محمد برابح, ur. 2 października 1985 w Wadżdzie) – marokański piłkarz, grający na pozycji środkowego pomocnika. Od 2019 roku jest wolnym graczem. W latach 2010–2014 reprezentował kraj.

## Kariera klubowa

### Początki (–2010)
Zaczynał karierę w Wydadzie Casablanca, skąd 1 lipca 2009 roku został wypożyczony do Ajman Club.
1 sierpnia 2010 roku został wypożyczony po raz drugi, tym razem do Al Dhafra FC, lecz wrócił po miesiącu.

### Wydad Casablanca (2010–2015)
W Wydadzie w najwyższej lidze zadebiutował 21 sierpnia 2011 roku w meczu przeciwko IZK Khemisset, wygranym 2:0. W debiucie asystował – przy golu w 3. minucie. Pierwszego gola strzelił 11 lutego 2012 roku w meczu przeciwko Wydadowi Fez, zremisowanym 2:2. Do siatki trafił w 55. minucie. Łącznie zagrał 70 meczów, strzelił dwa gole i miał dwie asysty. Ponadto dwukrotnie zdobył mistrzostwo kraju.

### Renaissance Berkane (2015–2016)
12 czerwca 2015 roku trafił do Renaissance Berkane. W tym zespole zadebiutował 6 września w meczu przeciwko Olympique Khouribga, zremisowanym 0:0. Zagrał 35 minut. Pierwsze asysty zaliczył 4 października w meczu przeciwko KACowi Kénitra, wygranym 1:2. Asystował przy golach w 47. i 83. minucie. Łącznie zagrał 19 meczów i miał 4 asysty.

### Rapide Oued Zem (2018–2019)
Od 5 lipca 2016 roku do 8 sierpnia 2018 roku był bez klubu, aż trafił do Rapide Oued Zem. W tym zespole zadebiutował 22 września w meczu przeciwko OC Safi, przegranym 1:0, grając 7 minut. Pierwszą asystę zaliczył miesiąc później w meczu przeciwko FUSowi Rabat, zremisowanym 1:1. Asystował przy golu w 8. minucie. Łącznie zagrał 7 meczów i miał asystę.

### Dalsza kariera (2019–)
Od 1 lipca 2019 roku jest wolnym graczem.

## Kariera reprezentacyjna
Zagrał jedenaście meczów w reprezentacji Maroka.

## Życie prywatne
Ma brata Abdelmoulę, także piłkarza.